# Felsenbad Landsberg

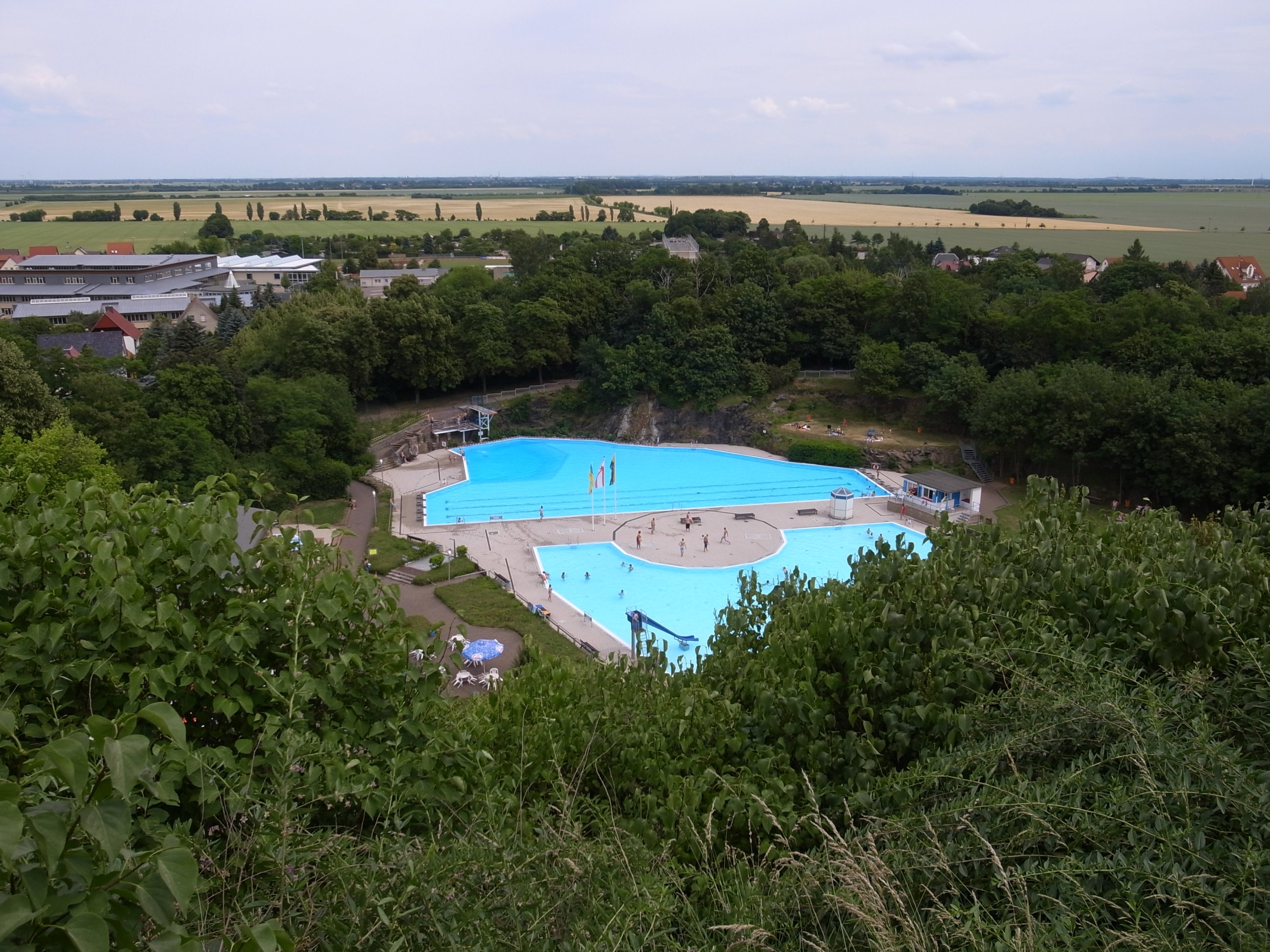
Felsenbad Landsberg 2011, Blick vom Kapellenberg

Das Felsenbad Landsberg in Landsberg im Saalekreis in Sachsen-Anhalt ist ein seit Anfang des 20. Jahrhunderts bestehendes Freibad am Fuße des Kapellenberges und der ehemaligen Burg Landsberg.
Das Felsenbad entstand durch den Abbau von Porphyrgestein am Massiv des Kapellenberges durch einen ortsansässigen Steinbruchbetrieb bis etwa 1907. Danach füllten sich die dort ebenfalls entstandenen Gruben zwischen zwei Felsmassiven mit Oberflächenwasser. Auf Initiative der Landsberger Anwohner wurden diese Gruben nach der Nutzung als Steinbruch zum Freibad umgebaut und spätestens seit 1936 kommerziell als Freibad mit Eintritt betrieben. Das später errichtete Becken des Felsenbads wurde bis 1994 mit Wasser aus benachbarten Tiefbrunnen aufgefüllt.
Das Freibad in seiner ursprünglichen Form aus den 1930er Jahren besaß neben den, zwischen zwei großen Felsmassiven eingepassten, Becken Sportplätze und eine HO-Gaststätte.
Mit einem Umbau 1994 wurde die Fläche der Becken um etwa ein Drittel und die Wassermenge auf etwa ein Fünftel (heute 2500 Kubikmeter) verringert. 
Das Felsenbad diente als Freibad sowie als Schwimmlager der DDR. Bis heute wird es als Veranstaltungsort für Konzerte und als Sommerkino genutzt. Unmittelbar neben dem Felsenbad befindet sich die Felsenbühne Landsberg, die teilweise zusammen mit dem Felsenbad Veranstaltungen wie zum Beispiel das seit 1962 jährlich stattfindende Landsberger Bergfest durchführt.
Heute besitzt es eine gastronomische Einrichtung, ein großes Nichtschwimmerbecken mit Wasserrutsche sowie ein Schwimmerbecken mit 50-Meter-Bahnen inklusive Startblöcken und einem Sprungturm mit einem Drei- und einem Fünfmeterbrett.
Das Felsenbad Landsberg gehört zum Sachbereich Bauen/Felsenbad der Stadt Landsberg, die gleichzeitig Eigentümer und Betreiber ist.